# Xung đột ở Las Anod
Xung đột ở Las Anod là 1 cuộc xung đột vũ trang đang diễn ra giữa Quân đội Quốc gia Somaliland và SSC-Lực lượng Khatumo của bộ lạc Dhulbahante, thủ phủ của vùng Sool. Dhulbahante đang nhận được hỗ trợ (tiền, vũ khí và các chiến binh) từ các bộ lạc hàng xóm như Darod-Harti nhằm sâu trong nội địa của Somaliland - các bộ lạc Warsangali và Majeerteen. Giao tranh bùng nổ vào 6 tháng 2 sau khi Lực lượng Vũ trang Somaliland đàn áp 1 cuộc biểu tình của người dân. Vào ngày 8 tháng 2, Garad của Dhulbahante, Garad Jama Garad Ali, tuyên bố mục đích là tách ra và thống nhất với Somalia.
Cuộc xung đột giết 300 người và làm 154,000-203,000 dân thường bị mất nơi ở và phải tị nạn. Thường dân tị nạn với số lượng đông ở biên giới Ethiopia–Somaliland hoặc trong các khu vực do SSC kiểm soát như Taleex, Xudun, Buuhodle, hoặc là tị nạn ở các thành phố khác ở Somaliland như Garowe, Galkacyo và Burtinle. Vào ngày 16 tháng, binh sĩ Somaliland đã được báo có là pháo kích thường dân ở các khu vực xung quanh. Tới cuối tháng 4, Amnesty International đã phát hành 1 báo cáo nói về Lực lượng Somaliland đã thực hiện các tội ác và các hành động bạo lực chống lại dân thường như thế nào.

## Liên kết
1. 1 2 3  Haji, Mohammed (ngày 20 tháng 2 năm 2023). "What's driving conflict in the disputed Somali city of Las Anod?". Al Jazeera English. Lưu trữ bản gốc ngày 18 tháng 3 năm 2023. Truy cập ngày 19 tháng 3 năm 2023.
2. 1 2  Culay, Shiine. "Ciidankii Majeerteen iyo Warsangeli oo Laascaanood galay". YouTube (bằng tiếng Somali). Truy cập ngày 11 tháng 6 năm 2023.
3. ↑  Shire, Maxamuud Nadif (ngày 25 tháng 3 năm 2023). "Daawo: Beesha Ugaar Saleebaan oo ciidamo iyo hub u dirtay Jiida Laascaanood" (video). Facebook (bằng tiếng Somali). Truy cập ngày 10 tháng 4 năm 2023.{{Chú thích web}}:  Quản lý CS1: ngôn ngữ không rõ (liên kết)
4. ↑  Delmar, Maxamed Feysal. "Ciidanka beesha cumar maxamuud oo saaka soo Dhaqaaqay". (Video) Facebook in somali. Truy cập ngày 19 tháng 2 năm 2023.
5. ↑  Hassan, Abdiqani. "Beelweynta Cismaan Maxamuud oo gurmad ciidan u dirtay magaalada Laascaanood". Facebook (video). Horseen Media. Truy cập ngày 2 tháng 3 năm 2023.
6. ↑  Tv, Sagal. "Ciidankii Ugu Badnaa Ee cali saleebaan oo maanta U dhqaaqay magaalada laascaano,si ay u difaacaan walaalaha reer laascaano". Facebook (video). Sagal Tv. Truy cập ngày 15 tháng 3 năm 2023.
7. ↑  Media, Dhulmar. "Ciidamadi ugu Badnaa Foolmaroodi ee Beesha siwaaqroon". D. Media. Truy cập ngày 10 tháng 4 năm 2023.
8. ↑  Abdi, Xabiibo Ladan. "Ciidankii 2aad ee ka socda Beelaha Ciise Maxamuud iyo Bah-dubays ee Cismaan Mohamud oo ka ruuqaansaday deegaanka Birta-dheer ayaa maanta gaarey furimaha dagaalka gobolka Sool". Facebook (video). Golis. Truy cập ngày 6 tháng 3 năm 2023.
9. ↑  Cabdi, Ciro. "Gurmadkii beesha warsangali oo gudaha ugalay laascaanood". Fcaebook (video) somali. Ali samatar. Truy cập ngày 22 tháng 2 năm 2023.
10. ↑  https://www.somalidispatch.com/latest-news/puntland-admits-to-having-troops-in-las-anod/
11. ↑  "More deaths reported as Somaliland army accused of killing prisoners". Garowe Online. ngày 19 tháng 3 năm 2023. Lưu trữ bản gốc ngày 19 tháng 3 năm 2023. Truy cập ngày 21 tháng 3 năm 2023.
12. 1 2  "Somalia: Flash Update No. 4 Situation in Laas Caanood, Sool Region, 3 April 2023". OCHA. ngày 4 tháng 4 năm 2023. Truy cập ngày 19 tháng 4 năm 2023.
13. ↑  Ross, Will (ngày 8 tháng 2 năm 2022). "UN urges probe into deadly Somaliland clashes". BBC News (bằng tiếng Anh). Lưu trữ bản gốc ngày 23 tháng 3 năm 2023. Truy cập ngày 24 tháng 3 năm 2023.
14. ↑  "Thousands flee fighting in Somaliland town". BBC News (bằng tiếng Anh). Lưu trữ bản gốc ngày 27 tháng 3 năm 2023. Truy cập ngày 24 tháng 3 năm 2023.
15. ↑  "Time for Somaliland and the Dhulbahante to Talk". Crisis Group (bằng tiếng Anh). ngày 19 tháng 5 năm 2023. Truy cập ngày 3 tháng 6 năm 2023.
16. ↑  Hoehne, Markus Virgil (ngày 13 tháng 6 năm 2023). "Somalia: The Dynamics of Conflict Over Lasanod - Ongoing Fighting, Administration Building, Failed Mediation and Forecast". African Arguments (bằng tiếng Anh). Truy cập ngày 14 tháng 6 năm 2023.
17. ↑  Ali, Faisal (ngày 7 tháng 2 năm 2023). "At least 24 dead in Somaliland fighting". The Guardian. Lưu trữ bản gốc ngày 22 tháng 2 năm 2023. Truy cập ngày 26 tháng 2 năm 2023.
18. ↑  Sheikh-Nor, Mohamed (ngày 6 tháng 1 năm 2023). "Somaliland Withdraws Troops from Disputed Town to Halt Violence". Voice of America English News. Lưu trữ bản gốc ngày 15 tháng 2 năm 2023. Truy cập ngày 26 tháng 2 năm 2023.
19. ↑  "Somalia: We are witnessing genocide in Las Anod - elder". Garowe Online (bằng tiếng Anh). ngày 9 tháng 2 năm 2023. Lưu trữ bản gốc ngày 3 tháng 3 năm 2023. Truy cập ngày 3 tháng 3 năm 2023.
20. ↑  Ali, Garad Jama (ngày 19 tháng 3 năm 2023). "BBC World News - Garad Jama Ali declares Dhulbahante intent to merge Sool with federal Somali govt" (video). YouTube (bằng tiếng Anh). BBC World News. Lưu trữ bản gốc ngày 19 tháng 3 năm 2023. Truy cập ngày 19 tháng 3 năm 2023.
21. ↑  Kulkarni, Pavan (ngày 6 tháng 4 năm 2023). "Dozens more killed defending unionist city of Las Anod from separatist Somaliland". Peoples Dispatch (bằng tiếng Anh). Truy cập ngày 15 tháng 4 năm 2023.
22. ↑  "Somalia: Somaliland asked to withdraw troops from SSC regions". Garowe Online (bằng tiếng Anh). ngày 16 tháng 3 năm 2023. Lưu trữ bản gốc ngày 16 tháng 3 năm 2023. Truy cập ngày 17 tháng 3 năm 2023.